# Limestone County (Alabama)
Limestone County is een county in de Amerikaanse staat Alabama.
De county heeft een landoppervlakte van 1.471 km² en telt 65.676 inwoners (volkstelling 2000). De hoofdplaats is Athens.

## Bevolkingsontwikkeling

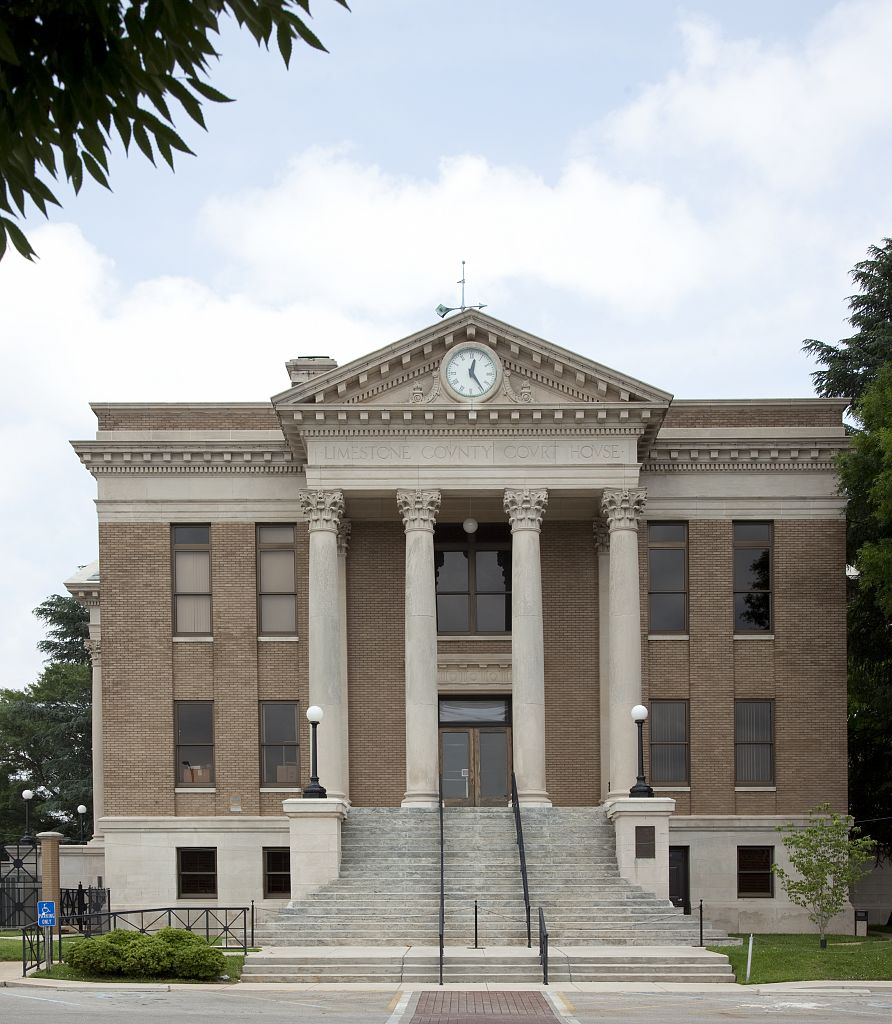
Limestone County Courthouse